# 南寒河江駅
南寒河江駅（みなみさがええき）は、山形県寒河江市大字島字島東にある、東日本旅客鉄道（JR東日本）左沢線の駅である。

## 歴史
- 1951年（昭和26年）12月25日：開業[2]。
- 1987年（昭和62年）4月1日：国鉄の分割民営化により東日本旅客鉄道（JR東日本）の駅となる[3]。
- 2001年（平成13年）7月：寒河江駅の移転工事に伴い、羽前長崎 - 左沢間でバス代行運転を実施[4]。当駅への列車の発着が休止。
- 2002年（平成14年）2月16日：上記工事が完了し、列車の運行が再開[4][5]。同時に駅舎が改装される。
- 2024年（令和6年）
  - 3月16日：ICカード「Suica」の利用が可能となる[6][7]。
  - 10月1日：えきねっとQチケのサービスを開始[1][8]。

## 駅構造
単式ホーム1面1線を有する地上駅である。寒河江駅管理の無人駅で、簡易Suica改札機が設置されている。

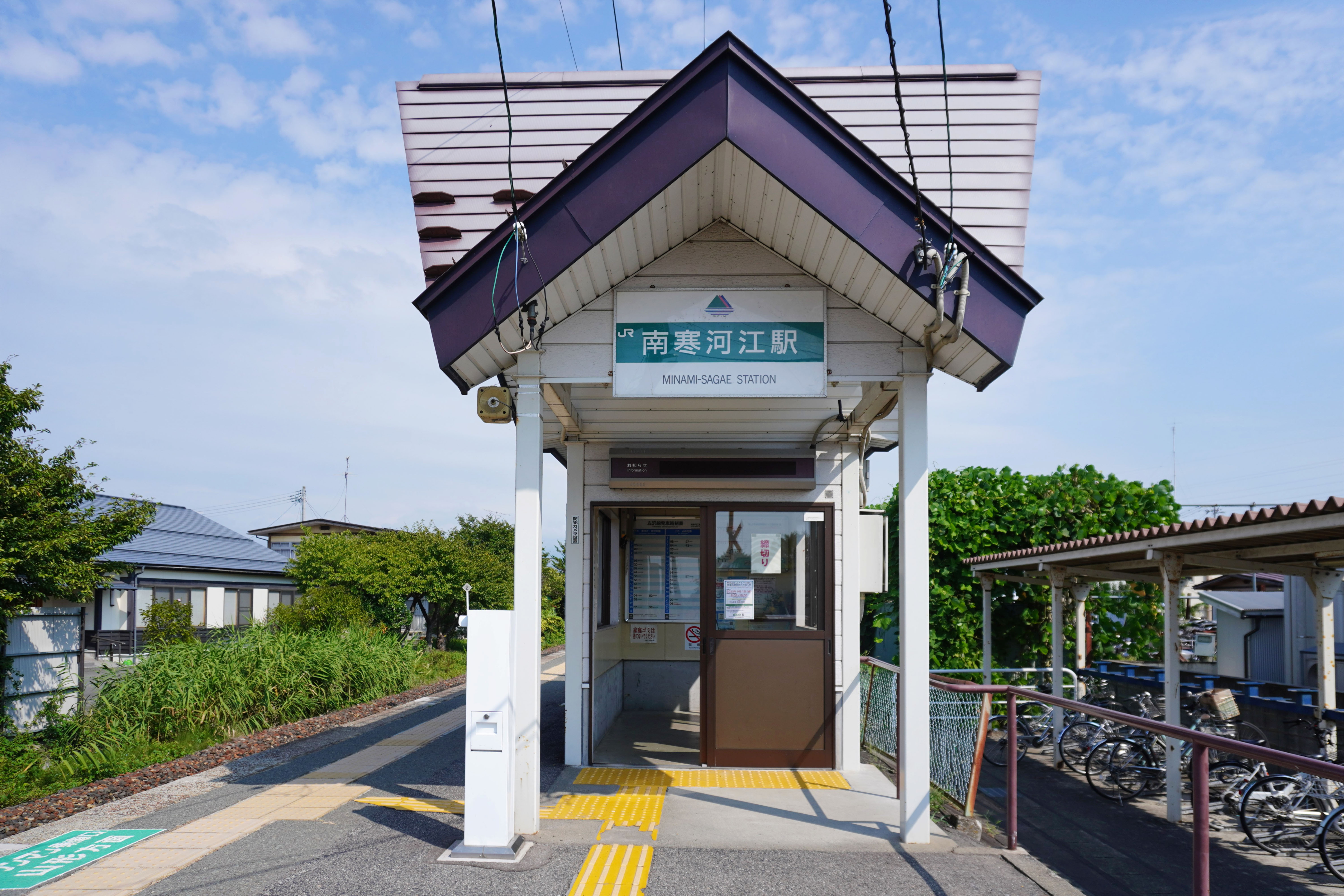
待合室外観（2023年9月）
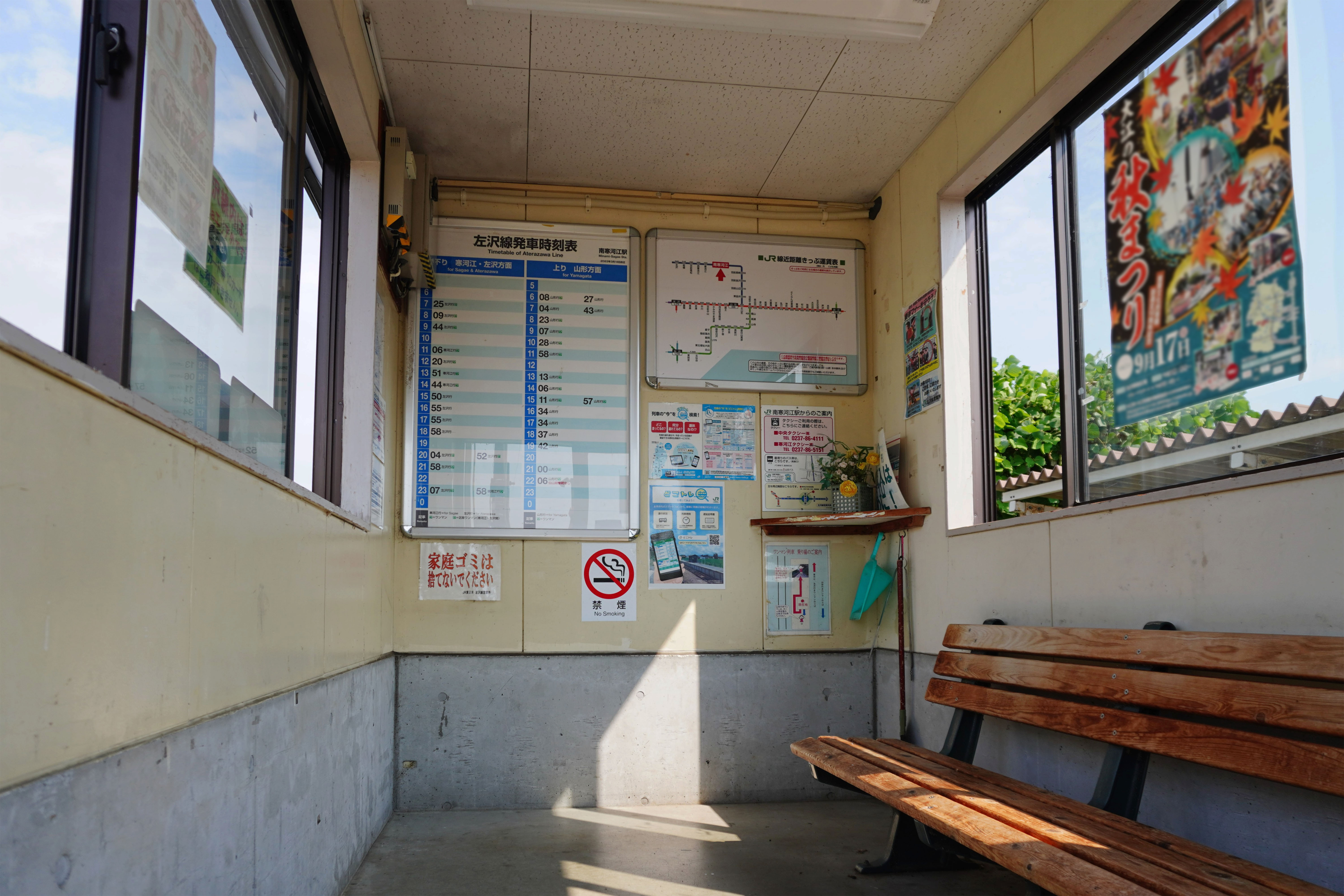
待合室（2023年9月）

## 利用状況
「山形県の鉄道輸送」によると、2000年度（平成12年度）- 2004年度（平成16年度）の1日平均乗車人員の推移は以下のとおりであった。
| 乗車人員推移       | 乗車人員推移     | 乗車人員推移 |
| 年度               | 1日平均 乗車人員 | 出典         |
| ------------------ | ---------------- | ------------ |
| 2000年（平成12年） | 101              | [ 9 ]        |
| 2001年（平成13年） | 101              | [ 9 ]        |
| 2002年（平成14年） | 109              | [ 9 ]        |
| 2003年（平成15年） | 107              | [ 9 ]        |
| 2004年（平成16年） | 109              | [ 9 ]        |

## 駅周辺
- 寒河江島郵便局
- 寒河江市立南部小学校
- 新寒河江温泉（寒河江市民浴場）
- 国土交通省山形河川国道事務所 寒河江出張所
- 最上川

## 隣の駅
東日本旅客鉄道（JR東日本）
■左沢線
羽前長崎駅 - 南寒河江駅 - 寒河江駅